# ضراك (الضليعة)
'
ضراك هي إحدى قرى عزلة الضليعة بمديرية الضليعة التابعة لمحافظة حضرموت، بلغ تعداد سكانها 124 نسمة حسب تعداد اليمن لعام 2004.